# سفاجة (جنس)
سَفَّاجَة (الاسم العلمي: Mycetophagus)، جنس حشرات من خنافس الفطريات الزغبية وفصيلة السفاجيات. هناك ما لا يقل عن 20 نوعًا موصوفًا في جنس السفاجة.